# Communauté de communes du Pays jusséen
La Communauté de communes du Pays jusséen (CCPJ) est une ancienne communauté de communes française située dans le département de la Haute-Saône en France.
Elle a fusionné avec d'autres intercommunalités pour former, le 1er janvier 2013, la communauté de communes des Hauts du val de Saône.

## Historique
L'intercommunalité a été créée par un arrêté préfectoral du 30 décembre 1999.
Une fusion de plusieurs intercommunalités a été envisagée dès 2006, pour tenir de leur taille trop limitée pour permettre de fournir des services attractifs à leur population,.
L'article 35 de la loi no 2010-1563 du 16 décembre 2010 « de réforme des collectivités territoriales » prévoit d'achever et de rationaliser le dispositif intercommunal en France, et notamment d'intégrer la quasi-totalité des communes françaises dans des EPCI à fiscalité propre, dont la population soit normalement supérieure à 5 000 habitants. Dans ce cadre, le Schéma départemental de coopération intercommunale a prévu la fusion de la communauté de communes des vertes vallées, de la communauté de communes du Pays jusséen et de la communauté de communes des belles fontaines, en intégrant les communes isolées de Barges, Betoncourt-sur-Mance et Preigney.
Cette fusion est effective depuis le 1er janvier 2013 et a permis la création, à la place des intercommunalités supprimées, de  la communauté de communes des Hauts du val de Saône.

## Territoire communautaire

### Composition
L'intercommunalité comprenait, en 2012, les 21 communes suivantes pour une population totale sans double compte de 4 313 habitants (RGP 1999) :  
- Aisey-et-Richecourt
- Betaucourt
- Blondefontaine
- Bourbévelle
- Cemboing
- Cendrecourt
- Charmes-Saint-Valbert
- Chauvirey-le-Châtel
- Cintrey
- Corre
- Jussey
- Molay
- Ormoy
- Raincourt
- Ranzevelle
- Rosières-sur-Mance
- Saint-Marcel
- Tartécourt
- Vernois-sur-Mance
- Villars-le-Pautel
- Vitrey-sur-Mance

## Organisation

### Siège
L'intercommunalité avait son siège en mairie de Jussey.

### Liste des présidents
L'intercommunalité était administrée par un conseil communautaire constitué de délégués élus en leur sein par les conseils municipaux des communes membres.
| Période                                  | Période | Identité         | Étiquette | Qualité                                                                                  |
| ---------------------------------------- | ------- | ---------------- | --------- | ---------------------------------------------------------------------------------------- |
| Les données manquantes sont à compléter. |         |                  |           |                                                                                          |
| ?                                        | 2012    | Frédéric Buisson | DVD       | Maire de Jussey (2001 → 2014) Président de la CC des Hauts du Val de Saône (2013 → 2014) |

### Compétences
L'intercommunalité exerçait les compétences qui lui avaient été transférées par les communes membres, dans les conditions fixées par le code général des collectivités territoriales.

### Régime fiscal et budget
La Communauté de communes était un établissement public de coopération intercommunale à fiscalité propre.
Afin d'assurer la réalisation de ses compétences, la communauté de communes percevait une fiscalité additionnelle aux impôts locaux des communes, sans fiscalité professionnelle de zone et sans fiscalité professionnelle sur les éoliennes.